# Sindromul Cotard
Sindromul Cotard este o tulburare mentală rară în care oamenii trăiesc cu o convingere delirantă că aceștia sunt morți (fie figurativ sau la propriu), nu există, sau sunt în stare de putrefacție, sau și-au pierdut sângele sau organele interne. În cazuri rare, acesta poate include credința de nemurire.

## Istorie
Sindromul este numit după Jules Cotard (1840-1889), un neurolog francez care a descris pentru prima oară boala, pe care el a numit-o le délire de négation („delirul de negație”), într-o conferință la Paris în 1880. El a descris sindromul ca având grade de severitate, care variază de la ușor până la sever. Disperarea și ura de sine caracterizează o stare ușoară. Stare severă se caracterizează prin iluzii intense și depresie cronică. 
Într-una din prelegerile sale, Cotard a descris un pacient cu pseudonimul de Mademoiselle X, care a negat existența mai multor părți ale corpului ei și nevoia de a mânca. Mai târziu, ea credea că a fost blestemată veșnic și nu mai putea să moară de moarte naturală. Ea a murit mai târziu de foame.